# Stareișino, Kărdjali
Stareișino (în bulgară Старейшино) este un sat în comuna Kirkovo, regiunea Kărdjali,  Bulgaria. 

## Demografie
Componența etnică a satului Stareișino
     Bulgari (11,62%)
     Turci (86,04%)
     Nicio identificare (2,32%)
     Altele (0%)
La recensământul din 2011, populația satului Stareișino era de 86 locuitori. Din punct de vedere etnic, majoritatea locuitorilor (86,04%) erau turci, cu o minoritate de bulgari (11,62%). Pentru 2,32% din locuitori nu este cunoscută apartenența etnică.